# Північно-Західний дивізіон НХЛ
Північно-Західний дивізіон Національної хокейної ліги був сформуваний у 1998 році у складі Західної Конференції після того, як ліга прийняла у членство нові команди.

## Команди
- Калгарі Флеймс
- Колорадо Аваланч
- Едмонтон Ойлерс
- Міннесота Вайлд
- Ванкувер Канакс

## Положення команд
Скорочення:

ІЗ — ігор зіграно, В — виграно, П — поразок, ПОТ — поразки в овертаймі, ШЗ — шайб закинуто, ШП — шайб пропущено, О — очок набрано.
| Переможці дивізіону | Вийшли до плей-оф |

| Північно-західний дивізіон | ІЗ | В  | П  | ПОТ | ШЗ  | ШП  | О   |
| -------------------------- | -- | -- | -- | --- | --- | --- | --- |
| Ванкувер Канакс            | 82 | 45 | 37 | 10  | 246 | 220 | 100 |
| Калгарі Флеймс             | 82 | 46 | 36 | 6   | 254 | 248 | 98  |
| Міннесота Вайлд            | 82 | 40 | 42 | 9   | 219 | 200 | 89  |
| Едмонтон Ойлерс            | 82 | 38 | 44 | 9   | 234 | 248 | 85  |
| Колорадо Аваланч           | 82 | 32 | 50 | 5   | 199 | 257 | 69  |

## Зміни структури дивізіону

### 1998-2000
- Калгарі Флеймс
- Колорадо Аваланч
- Едмонтон Ойлерс
- Ванкувер Канакс

#### Зміни після сезону 1997-1998
- Всі команди переведено з Тихоокеанського дивізіону

### 2000-нині
- Калгарі Флеймс
- Колорадо Аваланч
- Едмонтон Ойлерс
- Міннесота Вайлд
- Ванкувер Канакс

#### Зміни після сезону 1998-1999
- Нову команду Міннесота Вайлд прийнято до дивізіону, яка зіграла свій перший матч у сезоні 2000—2001.

## Переможці чемпіонату дивізіону
- 1999 - Колорадо Аваланч
- 2000 - Колорадо Аваланч
- 2001 - Колорадо Аваланч
- 2002 - Колорадо Аваланч
- 2003 - Колорадо Аваланч
- 2004 - Ванкувер Канакс
- 2005 - сезон не відбувся через локаут
- 2006 - Калгарі Флеймс
- 2007 - Ванкувер Канакс
- 2008 - Міннесота Вайлд
- 2009 - Ванкувер Канакс

## Володарі кубка Стенлі
- 2001 - Колорадо Аваланч

## Число перемог у дивізіоні за командою
| Команда          | Число перемог у дивізіоні | Рік останньої перемоги |
| ---------------- | ------------------------- | ---------------------- |
| Колорадо Аваланч | 5                         | 2003                   |
| Ванкувер Канакс  | 3                         | 2009                   |
| Калгарі Флеймс   | 1                         | 2006                   |
| Міннесота Вайлд  | 1                         | 2008                   |